# Roos (Familienname)
Roos ist ein u. a. deutscher, niederländischer und estnischer Familienname.

## Herkunft und Bedeutung
Roos ist ein indirekter Berufsname und bezieht sich nach vorherrschender Meinung auf einen „Rosenhändler“. 
Aber auch lt. GOTTSCHALD „Deutsche Namenkunde“ (6. Auflage) Haar3 : „Flachs wird in einer Lache, dem Roos (Schweizer FN.) gerozzet, d.h. zum Faulen gebracht, dazu harrösse „Flachsgrube“ (Roos, Rotzer, Rötzer, Retzmaier, zen Rossen)“.

## Namensträger

### A
- Aarand Roos (1940–2020), estnischer Schriftsteller, Finnougrist und Diplomat
- Aat de Roos (1919–1992), niederländischer Hockeyspieler
- Adolf Roos (1888–1974), Schweizer Arzt und Zahnarzt
- Adolf Wilhelm Roos (1824–1895), schwedischer Postbeamter
- Alexander Roos (1895–1973), schwedischer Maler
- Alfred Frey-Roos (* 1958/1959), Schweizer Wildtierbiologe
- Anders Roos (1750–1810), finnischer Reeder
- Anders Roos der Jüngere (1785–1842), finnischer Reeder
- Anna Roos (Frauenrechtlerin) (1855–1927), schwedische Frauenrechtlerin und Missionarin
- Anna Roos (Gerechte unter den Völkern) (1915–1993), niederländische Gerechte unter den Völkern
- Anna Roos (Biologin) (* 1961), schwedische Biologin, Fotografin und Autorin
- Anna Maria Roos (1862–1838), schwedische Lehrerin und Autorin
- Antoon Gerard Roos (1877–1953), niederländischer Klassischer Philologe
- August Roos (1826–nach 1893), deutscher Bildhauer, Ziseleur und Bronzegießer
- Axel Roos (Schauspieler) (1842–1916), schwedischer Schauspieler
- Axel Roos (Politiker) (1886–1957), schwedischer Bankdirektor und Politiker (Folkpartiet)
- Axel Roos (Fußballspieler) (* 1964), deutscher Fußballspieler und -trainer
- Axel Erik Roos (1684–1765), schwedischer Offizier und Politiker

### B
- Bernard de Roos (* 1957), niederländischer Manager
- Bernd Roos (Leichtathlet) (* 1945), deutscher Leichtathlet
- Bernd Roos (* 1967), deutscher Handballspieler
- Bernhard Roos (Politiker, 1796) (1796–1888), deutscher Kaufmann, Politiker und Bürgermeister von Ingenheim
- Bernhard Roos (Politiker, 1954) (* 1954), deutscher Politiker (SPD), MdL
- Bertil Roos (1943–2016), schwedischer Rennfahrer
- Björn O. Roos (1937–2010), schwedischer theoretischer Chemiker
- Bruno Roos (1891–1944), Studienrat, MdL (Württemberg)

### C
- Cajetan Roos (1690–1770), deutscher Kunstmaler
- Camilla Overbye Roos (* 1969), dänische Schauspielerin und Filmemacherin
- Carl Gustav Roos (1655–1721), schwedischer Freiherr und General der schwedischen Infanterie
- Carline van Roos (* 1981), französische Musikerin und Sängerin
- Christian Roos (Bischof) (1826–1896), deutscher römisch-katholischer Erzbischof
- Christian Roos (Politiker) (1827–1882), deutscher Politiker, Oberbürgermeister von Krefeld
- Christian Roos (Physiker), deutsch-österreichischer Experimental-Quantenphysiker
- Christian Roos (Zoologe) (* 1972), deutscher Primatologe

### D
- Daniel Roos (Ingenieur), US-amerikanischer Ingenieurwissenschaftler
- Daniel Roos (Historiker), deutscher Historiker
- Daniel Roos (Schachspieler) (* 1959), französischer Schachspieler
- Daniel Roos (Rennfahrer) (* 1989), schwedischer Automobilrennfahrer
- Daniel Roos (Leichtathlet) (* 1990), deutscher Sprinter

### E
- Eduard Roos (1903–1979), estnischer Literatur- und Kulturhistoriker sowie Onomastiker
- Elisabeth Bieneck-Roos (1925–2017), deutsche Malerin
- Elke Roos (* 1960), deutsche Juristin
- Enn Roos (1908–1990), estnischer Bildhauer
- Evan Roos (* 2000), südafrikanischer Rugbyspieler

### F
- Fanny Roos (* 1995), schwedische Kugelstoßerin und Diskuswerferin
- Felix Roos (* 1999), deutscher Volleyballspieler
- Folkert de Roos (1920–2000), niederländischer Ökonom
- Franz Roos (1917–1983), deutscher Politiker (SPD)
- Fred Roos (1934–2024), US-amerikanischer Filmproduzent

### G
- Gerhard Roos (* 1958), österreichischer Fußballspieler
- Gudrun Roos (* 1945), deutsche Politikerin (SPD)

### H
- Hans Roos (Historiker) (1919–1984), deutscher Historiker
- Hans-Dieter Roos (Journalist) (1932–1965), deutscher Journalist und Filmkritiker
- Hans-Dieter Roos (Fußballtrainer) (* 1937), deutscher Fußballtrainer
- Hans-Görg Roos (* 1949), deutscher Mathematiker
- Harke de Roos (* 1942), niederländischer Dirigent, Pianist und Musikforscher
- Heinrich von Roos (1780–1840), deutscher Mediziner
- Heinrich Roos (Theologe) (1904–1977), deutsch-dänischer römisch-katholischer Theologe und Jesuit
- Heinrich Roos (Widerstandskämpfer) (1906–1988), deutscher Widerstandskämpfer gegen den Nationalsozialismus und Politiker (CDU und DDP)
- Helga Roos (1917–1998), estnische Übersetzerin, siehe Helga Kross
- Henri Roos (* 1998), estnischer Skilangläufer
- Henry Roos († 1504), englischer Ritter
- Howard Sant-Roos (* 1991), kubanischer Basketballspieler

### J
- Jaan Roos (1888–1965), estnischer Pädagoge, Literaturhistoriker und Bibliophiler
- Jaime Roos (* 1953), uruguayischer Musiker, Komponist und Produzent
- Jakob Roos (Maler) (1682–um 1730), deutscher Kunstmaler
- Jakob Roos (Politiker) (1868–1942), deutscher Politiker, liberaler hessischer Landtagsabgeordneter
- Jan Roos, auch bekannt als Giovanni Rosa (1591–1638), flämischer Stilllebenmaler
- Jan-Erik Roos (1935–2017), schwedischer Mathematiker
- Janek Roos (* 1974), dänischer Badmintonspieler
- Jochen Roos (Schwimmer) (* 1944), deutscher Schwimmer
- Jochen K. Roos (* 1990), deutscher Politiker (AfD), Landtagsabgeordneter in Hessen
- Johann Friedrich Roos (1757–1804), deutscher Schulmann und Philologe
- Johann Heinrich Roos (1631–1685), deutscher Maler
- Johann Melchior Roos (1663–1731), deutscher Maler
- Johann Philipp Roos (1754–nach 1823), Jurist und Archivar
- Josef Roos (1851–1909), Schweizer Lehrer, Eisenbahnangestellter und Mundartautor
- Joseph Roos (1726–1805), deutscher Maler
- [(Jörg Roos)] (* 1966), DLV Bundestrainer Leichtathletik

### K
- Karl Roos (1878–1940), elsässischer Politiker
- Karoline Roos (1822–1896), Opfer eines Raubmordes, Tochter des pfälzischen Regierungspräsidenten Franz Alwens
- Kaspar Roos (1921–1986), deutscher Mediziner
- Kelle Roos (* 1992), niederländischer Fußballtorhüter
- Kelley Roos, Pseudonym eines amerikanischen Schriftstellerpaares
- Ksenia Roos (* 1984), russische Schachspielerin

### L
- Lennart Roos (* 2001), deutscher Sportler
- Leopold Roos (Löb Moses Roos; 1768–1838), Rabbiner und Talmudist
- Linda Roos (* 1970), deutsche Schriftstellerin, siehe Jana Jürß
- Lothar Roos (1935–2025), deutscher Sozialethiker
- Ludwig Roos (1935–2023), deutscher Fußballspieler

### M
- Magda Roos (1920–1976), deutsche Malerin
- Magnus Friedrich Roos (1727–1803), württembergischer Theologe
- Marc Roos (* 1988), deutscher Jazzmusiker
- Marlon Roos Trujillo (* 2003), deutscher Fußballspieler
- Martin Roos (* 1942), rumänischer römisch-katholischer Bischof
- Martin Roos (Autor) (* 1967), deutscher Journalist und Autor
- Mary Roos (* 1949), deutsche Schlagersängerin
- Mathilda Roos (1852–1907), schwedische Schriftstellerin
- Matts Roos (* 1931), finnischer Physiker
- Mauri Roos (* 1955), finnischer Radrennfahrer
- Michael Roos (Volkswirt), deutscher Volkswirt und Universitätsprofessor
- Michael Roos (Schachspieler) (* 1978), deutscher Schachspieler
- Michael Roos (Footballspieler) (* 1982), US-amerikanischer American-Football-Spieler estnischer Herkunft
- Michael Roos (Eishockeyspieler) (* 1991), Schweizer Eishockeyspieler
- Michel Roos (1932–2002), französischer Schachspieler

### O
- Otto Roos (1887–1945), Schweizer Bildhauer und Maler

### P
- Peter Roos (* 1950), deutscher Schriftsteller
- Philipp Caspar Roos (1717–1805), deutscher Jurist, Amtmann und Hofrat
- Philipp Peter Roos (1657–1706), deutscher Maler

### R
- Ralf Roos (* 1957), deutscher Bauingenieur
- Rita Roos (* 1951), Schweizer Politikerin (CVP)
- Rob Roos (* 1966), niederländischer Politiker

### S
- Sascha Roos (* 1972), deutscher Sportjournalist, Sportkommentator und Moderator
- Sjoerd H. de Roos (1877–1962), niederländischer Schriftentwerfer
- Stefan Roos (Stuntman) (* 1963), deutscher Stuntman und Unternehmer
- Stefan Roos (Schauspieler) (* 1970), schwedischer Schauspieler, Drehbuchautor und Regisseur
- Stefan Roos (Sänger) (* 1972), Schweizer Sänger und Komponist

### T
- Theo Roos (* 1953), deutscher Filmemacher, Musiker und Philosoph
- Theodor Roos (1638–1698), deutscher Maler
- Toon Roos (* 1964), niederländischer Musiker

### W
- Walter Roos (1929–1988), deutscher Maler
- Walter Roos (General) (1914–1975), deutscher General
- Werner Roos (* 1946), deutscher Pharmazeut und Hochschullehrer
- Wilhelm Roos (1798–1868), deutscher protestantischer Pfarrer